# Tsuneo Niijima
Tsuneo Niijima (新島恒男, 16 de marzo de 1955) es un astrónomo japonés.

## Biografía
Es un descubridor prolífico de asteroides.
Entre los años 1986 y 1995 descubrió cometas y 32 asteroides, la mayoría con Takeshi Urata.
Fue uno de los codescubridodres del cometa periódico 112P/Urata-Niijima junto con Takeshi Urata.
El asteroide (5507) Niijima lleva su nombre en su honor.